# 王楚钦
王楚钦（2000年5月11日—），吉林省吉林市人，中国男子乒乓球运动员，现属北京队。

## 運動員生涯
2018年10月10日，在2018年夏季青年奥林匹克运动会乒乓球男子单打决赛中，王楚钦以4比1战胜日本选手张本智和，获得冠军，次日混合团体决赛中，和孙颖莎以3比1战胜日本组合张本智和/平野美宇，获得冠军。
2021年11月28日，在2021年世界乒乓球锦标赛混合双打决赛中，与孙颖莎搭档，以3比0击败日本组合张本智和/早田希娜，获得冠军。
2022年1月23日，WTT澳門冠軍賽男子單打決賽戰勝林高遠獲得冠軍。10月9日，成都第56屆世界乒乓球團體錦標賽幫助中國隊以3比0戰勝德國隊奪得冠軍。10月23日，WTT澳門冠軍賽男子單打決賽戰勝樊振東奪冠。10月30日，新鄉WTT世界盃男子單打決賽戰勝張本智和奪冠。
2023年德班世錦賽搭檔孫穎莎以3比0戰勝日本組合張本智和/早田希娜，獲得混合雙打金牌；搭檔樊振東擊敗韓國組合張禹珍/林鐘勳，獲得男子雙打金牌。於男子單打決賽中2比4負於樊振東獲得銀牌。
王楚钦在2023年杭州亚运会共获得四枚金牌（男子团体、男子單打、男子雙打和混合双打），成为亚运历史上第一位集男团、男单、男双、混双冠军于一身的乒乓球运动员。
2024年巴黎奥运会，与孙颖莎搭档获得混双金牌，成为中国第一对获得奥运会该项目冠军的选手。但在单打比赛中，王楚钦2比4不敌瑞典选手特鲁尔斯·莫雷加德，止步32强，相关表现受到批评。随后在男子团体决赛中，王楚钦3比2击败克里斯蒂安·卡尔松，帮助中国队以总比分3比0击败瑞典夺得金牌。
2024年WTT福冈总决赛男单决赛场上，王楚钦以4比0的比分战胜东道主选手張本智和，完成了个人在WTT总决赛的男单三连冠。
2025年WTT新加坡大满贯男单半决赛，以3比4负于队友梁靖崑，无缘男单决赛。在随后的男单决赛中，队友林诗栋以4比2击败梁靖崑，使王楚钦积分被林诗栋反超，讓出世界排名第一的位置。
2025年5月25日，王楚钦在2025年世界乒乓球锦标赛男单决赛中以4比1战胜巴西选手雨果·卡爾德拉諾夺得冠军，成为国乒第十三位以及第一位左手世乒赛男单冠军。

## 世界乒乓球职业大联盟（WTT）
| 年份   | 巡迴賽分站地點                   | 成績 | 成績           | 成績           |
| 年份   | 巡迴賽分站地點                   | 單打 | 雙打           | 混雙           |
| ------ | -------------------------------- | ---- | -------------- | -------------- |
| 2020年 | 澳門(國際乒乓球賽)首個WTT賽事    | 亞軍 | －             | －             |
| 2021年 | 斯洛維尼亞拉什科(常規挑戰賽)     | /    | 季軍(與梁靖崑) | 冠軍(與王藝迪) |
| 2021年 | 斯洛維尼亞新梅斯托(常規挑戰賽)   | 亞軍 | 亞軍(與梁靖崑) | 冠軍(與王藝迪) |
| 2021年 | 新加坡(總決賽)                   | 季軍 | －             | －             |
| 2022年 | 澳門(冠軍賽)2021中國之星         | 冠軍 | －             | / (與孫穎莎)   |
| 2022年 | 阿曼馬斯喀特(常規挑戰賽)         | /    | / (與梁靖崑)   | 冠軍(與陳幸同) |
| 2022年 | 新加坡(大滿貫)                   | /    | 冠軍(與樊振東) | 冠軍(與孫穎莎) |
| 2022年 | 匈牙利布達佩斯(球星挑戰賽)       | 冠軍 | 季軍(與馬龍)   | 冠軍(與王曼昱) |
| 2022年 | 澳門(冠軍賽)                     | 冠軍 | －             | －             |
| 2022年 | 中国新鄉(總決賽)世界杯           | 冠軍 | －             | －             |
| 2023年 | 新加坡(大滿貫)                   | 季軍 | 冠軍(與樊振東) | 冠軍(與孫穎莎) |
| 2023年 | 澳門(冠军赛)                     | 冠軍 | －             | －             |
| 2023年 | 薩格勒布(常規挑戰賽)             | －   | －             | 冠軍(與孫穎莎) |
| 2023年 | 斯洛維尼亞盧布爾雅那(球星挑戰賽) | 亞軍 | －             | 冠軍(與孫穎莎) |
| 2023年 | 中国蘭州(球星挑戰賽)             | 冠軍 | －             | －             |
| 2023年 | 中国太原(常規挑戰賽)             | /    | 亞軍(與梁靖崑) | 亞軍(與孫穎莎) |
| 2023年 | 多哈(總決賽)                     | 冠軍 | －             | －             |
| 2024年 | 多哈(球星挑戰賽)                 | 冠軍 | 亞軍(與馬龍)   | 冠軍(與孫穎莎) |
| 2024年 | 多哈(常規挑戰賽)                 | －   | －             | 冠軍(與孫穎莎) |
| 2024年 | 新加坡(大滿貫)                   | 冠軍 | 亞軍(與樊振東) | 冠軍(與孫穎莎) |
| 2024年 | 沙烏地阿拉伯吉達(大滿貫)         | 冠軍 | 冠軍(與馬龍)   | 冠軍(與孫穎莎) |
| 2024年 | 中国太原(常規挑戰賽)             | －   | 亞軍(與梁靖崑) | / (與孫穎莎)   |
| 2024年 | 中国重庆(冠军赛)                 | 亞軍 | －             | －             |
| 2024年 | 中国北京(大滿貫)                 | /    | 冠軍(與梁靖崑) | －             |
| 2024年 | 日本福岡(總決賽)                 | 冠軍 | －             | －             |
| 2025年 | 新加坡(大滿貫)                   | 季軍 | 冠軍(與林诗栋) | －             |
| 2025年 | 中国重慶(冠軍賽)                 | 冠軍 | －             | －             |
| 2025年 | 美国拉斯維加斯(大滿貫)           | 冠軍 | 季軍(與梁靖崑) | －             |
| 2025年 | 日本横濱(冠軍賽)                 | 亞軍 | －             | －             |